# Бургундская жидкость

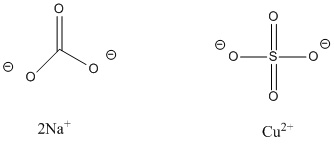
Химическая структура

Бургу́ндская жи́дкость — раствор, применяемый в растениеводстве в качестве фунгицида. Используется как замена бордоской жидкости. В 19 веке после появления в Европе дешевой соды начали готовить так называемую бургундскую смесь, в которой вместо извести применяли соду.
Лабораторные опыты показали, что бургундская жидкость эффективна против пероноспоровых и отчасти сумчатых грибов, менее эффективна против ржавчинных и совершенных грибов.

## Состав
25—50 г столовой соды, 25—40 г медного купороса, 25 г хозяйственного мыла. При приготовлении бургундской жидкости рекомендуется соблюдать очерёдность смешивания растворов. В раствор соды и мыла (5 л воды температурой 40—45 °С) вливают тонкой струйкой, тщательно перемешивая, раствор медного купороса (40 г растворены в 5 л воды при 45°С). Раствор медного купороса вливается до появления первых признаков насыщенного раствора, то есть образование хлопьев. При перенасыщении медным купоросом раствора происходит коагуляция, и раствор становится непригодным для опрыскивания.
При изготовлении двухпроцентной бургундской жидкости на 20 л воды берут 400 г медного купороса и 350 г кальцинированной соды. На однопроцентную смесь берут 100 г медного купороса и 90 г соды на 10 л воды.

## Способы использования
В розоводстве бургундская жидкость используется для обработки растений непосредственно перед их укрытием на зиму.
Бургундская жидкость по эффективности не уступает бордоской, но она менее стойка (и менее заметна на листьях).